# Комисар Гордън
Комисар Джеймс „Джим“ Гордън (на английски: Comissioner James "Jim" Gordon), познат още като е измислен персонаж, съюзник на Батман. Първата му поява е в Detective Comics бр. 27 през май 1939 г. Създаден е от Боб Кейн и Бил Фингър. В комиксите го изобразяват като стар, възрастен човек с побеляла коса и мустаци. Той е баща на Барбара Гордън и Джеймс Гордън младши. Той е важна част от митологията на Батман и се появява в много адаптации, включително видеоигри, филми и анимации. Лайл Табол го играе в сериала „Батман и Робин“ от 1949 г., Нийл Хамилтън го играе в сериала „Батман“ от 1966 г., Пат Хингъл във филмовата поредица от 1989-1997 г. и Гари Олдман в поредицата на Кристофър Нолан.